# Indukált örvény
Az indukált örvény a szárny mögött, annak szélein keletkező, körkörösen forgó légáramlat. Valójában örvénylés kíséri a szárny bármely pontját, ahol a felhajtóerő változik a hossz mentén, ténylegesen a szárnyvégeknél csavarodnak fel nagy örvényekké, az ívelőlapoknál, illetve a szárny egyéb hirtelen megtörésénél.
A repülés során ezek az indukált örvények folyamatosan keletkeznek, energiát vonnak el, létrejöttüket indukált ellenállás kíséri. A szárny tényezőinek megválasztása és a használat körülményeinek figyelembe vétele az indukált ellenállás csökkentése érdekében a tervezés fontos feladata.

## Az örvények keletkezése
Amikor egy szárnyon felhajtóerő keletkezik, akkor a felső felületen kisebb nyomás uralkodik, mint a szárny alsó felületén. A valós és véges szárnyak körül azért alakul ki ez a térbeli áramlás, mivel a szárny alsó és felső felülete közötti nyomáskülönbség a szárnyvégeknél egyenlítődik ki.
Ha egy repülő farka irányából a menetirányba tekintenénk, akkor a bal oldali szárny végénél lévő örvényt az óramutató járásával megegyezően, a jobb oldali szárnyvégnél lévő örvényt pedig ellentétesen látnánk forogni.
A nagyságuk független a szárnyszelvény alakjától, egyedül a nyomáskülönbség és a felhajtóerő keletkezéséhez köthető jelenlétük.

## Hatásai és hatásainak csökkentése
Az indukált örvények indukált ellenállásának csökkentésére az oldalviszony növelése a leghatásosabb. Ez a magyarázata, hogy a vitorlázógépek szárnyai - ahol az indukált ellenállás nagysága súlyosan esik latba - nagy oldalviszonnyal készülnek. Ezek hátránya viszont a manőverezhetőségben és a szerkezeti stabilitásban jelentkezik.
Egy másik módja a kellemetlen hatások csökkentésének a szárnyvégfülek (angolul: winglet) alkalmazása, ahogyan ezt a modern utasszállító járatok gépein is megfigyelhető.